# Rhinobatos horkelii
The Brazilian guitarfish (Rhinobatos horkelii) là một loài cá thuộc họ Rhinobatidae. Nó là loài đặc hữu của Brasil. Môi trường sống tự nhiên của chúng là vùng nước cửa sông.

## Hình ảnh

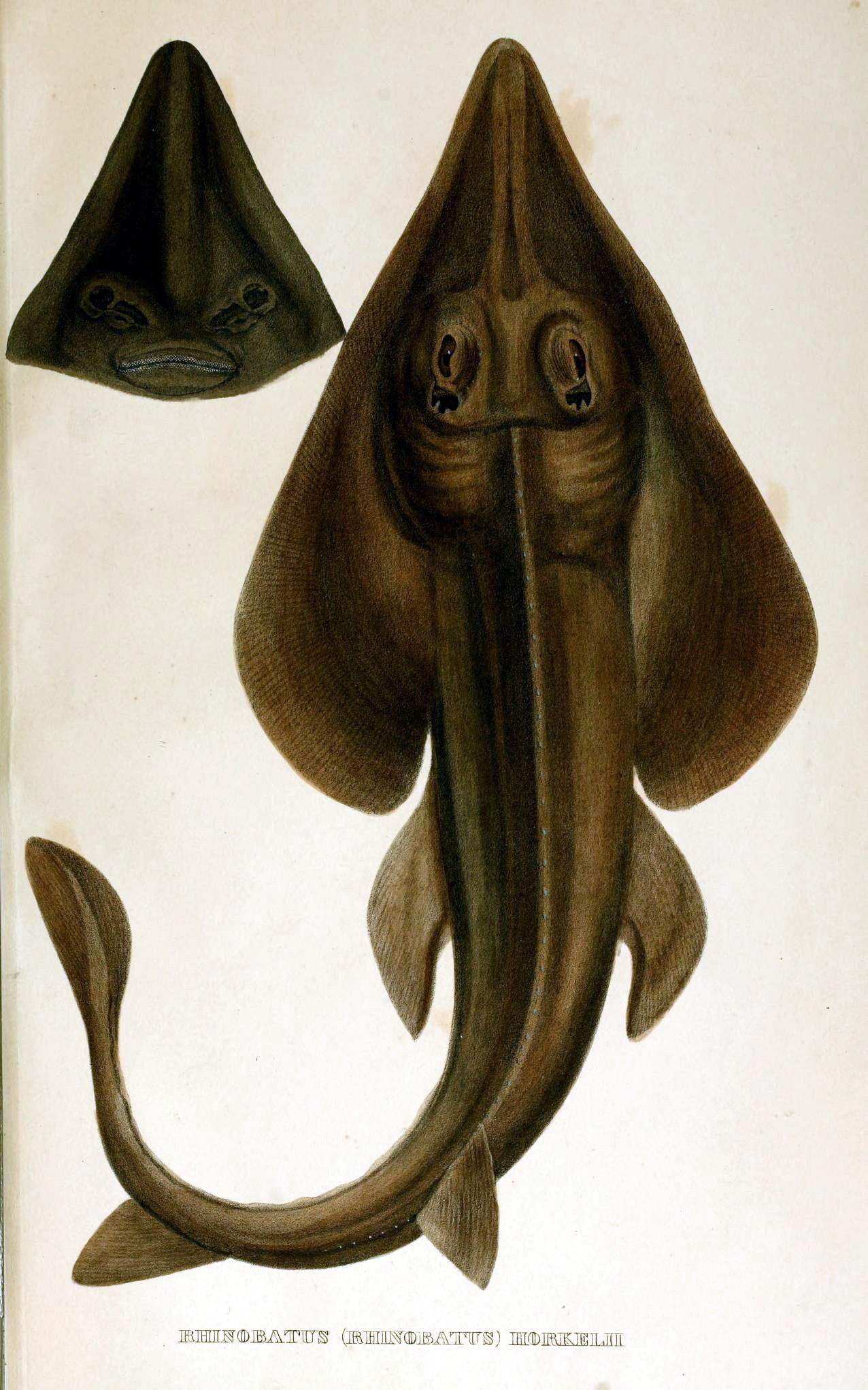